# Concord (Rebsorte)
Concord  ist eine Rotweinsorte aus den USA. Sie ist eine „interspezifische Kreuzung“ und ist eine Tafel- und Keltertraube. Die Weine haben eine hellrubinrote Farbe, sind adstringent und haben einen beherrschenden Erdbeergeschmack, den typischen Fuchston. Da die Sorte nicht in Europa heimisch ist, wird der Geschmack dort oft als „künstlich“ wahrgenommen. 

## Abstammung, Herkunft
Die Sorte ist eine interspezifische Kreuzung zwischen Catawba (Vitis labrusca x Sémillon) x Vitis labrusca.
Concord wurde 1849 durch Ephraim Wales Bull in der Stadt Concord (Massachusetts) entwickelt. Aus über 20.000 Sämlingen selektierte er die für ihn am besten geeigneten Pflanzen. Im Jahr 1853 gewann Bull einen Wettbewerb der Boston Horticultural Society Exhibition. Die Sorte wurde seit dem Jahr 1854 aufgrund des Erfolgs vermarktet.
Eine, im Zuge eines Rechtsstreits um die Anordnung der Rodung von Ripatella-Stöcken, vom Landesverwaltungsgericht Burgenland (Österreich) beim Julius Kühn-Institut in Auftrag gegebene DNA-Analyse ergab Anfang 2016, dass die Sorten Ripatella und Concord identisch sind. Wie auch die Sorten Delaware und Elvira handelt es sich um eine Kreuzung aus Vitis vinifera und anderen Arten der Gattung Vitis.

## Synonyme
Für die Rebsorte sind 28 Synonyme bekannt: Bergerac, Bull's Seedling, Concord Crni, Corin, Cornin, Dalmadin, Feherhatu, Fekete Noah, Furmin, Furmin Noir, Gorin, Gurin, Jurka, Kek Olasz, Koncord, Konkord, Konkordi, Konkordia, Nyarfalevelue, Nyarlevelue, Olasz Kek, Paul Revere, Ripadella, Ripatella, Ripertella, Ripotella, Varatura, Wheeler.

## Verbreitung
Weltweit gibt es eine Anbaufläche von 12.238 ha. Hauptproduzenten sind die Bundesstaaten Washington (→ Weinbau in Washington) und New York (→ Weinbau in New York), also nördliche Regionen.
Weitere wichtige Anbaugebiete sind Kanada, Brasilien, Uruguay und früher, nach der Reblauskatastrophe, auch Europa. In der EU ist sie nur in Ausnahmefällen, beispielsweise im Uhudler, zugelassen und darf kaum mehr kommerziell vermarktet werden. Daher ist sie in Westeuropa fast verschwunden. Lediglich im Osten Europas, in der Republik Moldau, spielt sie noch eine Rolle.

## Eigenschaften
Die Rebsorte ist starkwüchsig und bringt hohe Erträge. Sie bevorzugt sandige Böden. Die Resistenz gegen den Echten und Falschen Mehltau und Winterfröste ist hoch. Sie besitzt zwittrige Blüten und ist somit selbstfruchtend.

## Wein, sonstige Produkte
Die Sorte wird in den USA hauptsächlich zur Herstellung von Traubensaft, Gelee und anderen verarbeiteten Produkten genutzt, nicht jedoch vorrangig als Tafeltraube oder zur Erzeugung hochwertiger Weine. Frisch wird sie nur begrenzt konsumiert, da sie Kerne und eine dicke Schale besitzt, was sie für viele Verbraucher ungeeignet als Tafeltraube macht. 
Thomas Welch entwickelte 1869 den ersten Traubensaft aus der Rebsorte Concord, indem er den Saft durch Pasteurisierung haltbar machte und vor einer Spontangärung schützte. Welch bot den Saft auch der Kirche an, die das Produkt als nicht-alkoholische Alternative während der Eucharistie gerne annahm.
Ein wichtiges Erzeugnis aus Concord ist auch ein Trauben-Gelee.